# 吳俊 (嘉靖丁未進士)
吳俊（1510年—？），字子魯，號梅東，浙江紹興府山陰縣人，民籍，明朝政治人物。

## 生平
浙江鄉試第七十四名舉人。嘉靖二十六年（1547年）中式丁未科會試第一百五十四名，登第三甲第一百二十六名進士。兵部觀政，授行人司行人，升兵部主事，降和州同知，历官莱阳县知县、吉安府通判、赣州府同知。

## 家族
曾祖吳文深；祖父吳瑜；父吳廷冥，母張氏。子元善、元嘉、元和、元幹。